# Turul Poloniei 2011
Turul Poloniei 2011 este a 68 ediție a Turului Poloniei care se desfășoară în perioada 31 iulie-6 august 2011.

## Echipe
Pentru ediția din 2011, au fost invitate 22 de echipe. Acestea sunt:
| - Ag2r-La Mondiale - Omega Pharma-Lotto - Quick Step - Team Saxo Bank-SunGard - Lampre-ISD - Liquigas-Cannondale - Astana - Leopard Trek - Rabobank - Vacansoleil-DCM - Team Katusha | - Euskaltel-Euskadi - Team Movistar - BMC Racing Team - Garmin-Cervélo - HTC-Highroad - Team RadioShack - Team Sky - CCC Polsat Polkowice - De Rosa-Ceramica Flaminia - Skil-Shimano - Echipa națională a Poloniei |

## Etapele programate
| # | Dată     | Start                | Sosire              | Km    | Câștigător          |
| - | -------- | -------------------- | ------------------- | ----- | ------------------- |
| 1 | 31 iulie | Pruszków             | Varșovia            | 101.5 | Marcel Kittel (SKS) |
| 2 | 1 august | Częstochowa          | Dąbrowa Górnicza    | 159.6 | Marcel Kittel (SKS) |
| 3 | 2 august | Będzin               | Katowice            | 135.7 | Marcel Kittel (SKS) |
| 4 | 3 august | Oświęcim             | Cieszyn             | 176.9 | Peter Sagan (LIQ)   |
| 5 | 4 august | Zakopane             | Zakopane            | 201.5 | Peter Sagan (LIQ)   |
| 6 | 5 august | Terma Bukowina Tatrz | Bukowina Tatrzańska | 207.7 | Daniel Martin (GRM) |
| 7 | 6 august | Cracovia             | Cracovia            | 128   | Marcel Kittel (SKS) |

## Evoluția clasamentelor
| Etapa | Câștigător          | Clasament general   | Clasamentul cățărătorilor | Clasamentul sprinturilor intermadiare | Clasament pe puncte | Clasament echipe      |
| ----- | ------------------- | ------------------- | ------------------------- | ------------------------------------- | ------------------- | --------------------- |
| 1     | Marcel Kittel (SKS) | Marcel Kittel (SKS) | Michał Gołaś (VAC)        | Adrian Kurek (POL)                    | Marcel Kittel (SKS) | Quick Step (QST)      |
| 2     | Marcel Kittel (SKS) | Marcel Kittel (SKS) | Bartłomiej Matysiak (CCC) | Adrian Kurek (POL)                    | Marcel Kittel (SKS) | Quick Step (QST)      |
| 3     | Marcel Kittel (SKS) | Marcel Kittel (SKS) | Bartłomiej Matysiak (CCC) | Adrian Kurek (POL)                    | Marcel Kittel (SKS) | Quick Step (QST)      |
| 4     | Peter Sagan (LIQ)   | Peter Sagan (LIQ)   | Bartłomiej Matysiak (CCC) | Adrian Kurek (POL)                    | Romain Feillu (VAC) | Vacansoleil-DCM (VAC) |
| 5     | Peter Sagan (LIQ)   | Peter Sagan (LIQ)   | Ruslan Pidgornyy (VAC)    | Adrian Kurek (POL)                    | Romain Feillu (VAC) | Vacansoleil-DCM (VAC) |
| 6     | Daniel Martin (GRM) | Daniel Martin (GRM) | Michał Gołaś (VAC)        | Adrian Kurek (POL)                    | Peter Sagan (LIQ)   | Vacansoleil-DCM (VAC) |
| 7     | Marcel Kittel (SKS) | Peter Sagan (LIQ)   | Michał Gołaś (VAC)        | Adrian Kurek (POL)                    | Peter Sagan (LIQ)   | Vacansoleil-DCM (VAC) |
| Final | Final               | Peter Sagan (LIQ)   | Michał Gołaś (VAC)        | Adrian Kurek (POL)                    | Peter Sagan (LIQ)   | Vacansoleil-DCM (VAC) |